# علي رضا توسلي
علي رضا توسلي (بالفارسية: علیرضا توسلی) (1962 - 28 فبراير 2015) عسكري أفغاني، كان قائد لواء فاطميون الأفغاني، قُتل في معارك ضد جبهة النصرة في درعا في سوريا.